# 小峰徹也
小峰 徹也（おみね てつや、1986年8月12日 - ）は、日本の元ラグビー選手。

## プロフィール
- 茨城県出身。
- ポジションはナンバーエイト(No.8)、フランカー(FL)。
- 身長 184cm、体重 90kg
- 関東代表に選ばれたことがある[1]。

## 略歴
中学からラグビーを始めた。
2005年、清真学園高校卒業後、早稲田大学に入る。なお清真学園高校時代、主将を務めて高校日本代表に選ばれたことがある。　
2009年、早稲田大学卒業後、NTTコミュニケーションズシャイニングアークスに加入。同年10月17日に行われたトップイーストリーグ第1節の栗田工業ウォーターガッシュ戦に先発出場で公式戦初出場を果たす。  
2016年、現役を引退した。